# Apoglutus fasciatus
Apoglutus fasciatus är en stekelart som beskrevs av Henry Keith Townes, Jr. 1970. Apoglutus fasciatus ingår i släktet Apoglutus och familjen brokparasitsteklar. Inga underarter finns listade i Catalogue of Life.